# Sherlock (macOS)
Sherlock是蘋果公司為Mac OS推出的檔案與網頁搜尋工具，最初在Mac OS 8.5中作為Finder的外掛模組推出，提供檔案搜尋功能。Sherlock的名稱出自福爾摩斯（Sherlock Holmes），是Mac OS 8.5至Mac OS X Panther的系統預設搜尋工具，可搜尋本地檔案、網頁和網上的各種生活資訊，如電影上映日期、購物資訊和航班排程等。Sherlock使用與之前的AppleSearch類似的基本索引程式碼和搜尋邏輯，可搜尋本地檔案和檔案內容，同時可借助一系列的外掛模組，利用現有的網頁搜尋器來搜尋萬維網項目。Sherlock的外掛模組以純文字檔案作基礎，使用者可相對輕鬆地自行製作Sherlock外掛模組。
Sherlock最終被Mac OS X Tiger的Spotlight與Dashboard取代（但在Mac OS X Tiger裡，系統預設安裝仍附帶Sherlock）。Sherlock自帶的標準外掛模組大部分現已失效，自2007年的Mac OS X Leopard開始，系統亦已經不再附帶該項軟件。

## 外掛模組
Sherlock搜尋外掛模組為SGML檔案，其副檔名通常為「.src」。Sherlock外掛模組以三部分組成，其元件名稱分別為：<search>、<input>和<interpret>標籤。Sherlock會分別利用這些元件來識別搜尋器的網頁和與搜尋有關的部份內容，以及搜尋結果。同時亦可定義Sherlock外掛模組的升級方式。
Sherlock的搜尋外掛模組在經過調整之後，亦可用於Mozilla的瀏覽器套件之中。這些外掛模組亦被稱為「Mycroft project外掛模組」（Mycroft即福爾摩斯的哥哥，邁克羅夫特·福爾摩斯）。

## 頻道
Sherlock 3的搜尋外掛模組是一個網頁應用程式，每次使用都會直接從伺服器取得最新版本，每個頻道皆由網頁目錄與索引組成。Sherlock 3預設的十個頻道分別為：
- 互聯網
- 圖片
- 股市
- 電影
- 電話簿
- eBay
- 航班
- 辭典
- 翻譯
- AppleCare

由於缺乏更新與維護，Sherlock大部分網絡功能已失效。

## 歷史
- Sherlock - 於Mac OS 8.5中首次推出。
- Sherlock 2 - 隨附於Mac OS 9，全新介面，加入更多的外掛模組。
- Sherlock 3 - 隨附於Mac OS X v10.2，僅有Mac OS X版。
- Sherlock的本地搜尋功能最終被Mac OS X Tiger的Spotlight取代，其他功能則被Dashboard取代。Mac OS X Leopard開始系統不再附帶該項軟件。Sherlock從未提供過通用二進制版本，因此亦無法在OS X Lion及之後的作業系統上使用。

## 福爾摩斯詭計
福爾摩斯詭計(Sherlocking)也被當作大科技公司打壓小公司的術語。操作系統級公司和平台型公司（如蘋果公司、Facebook等）將第三方開發者的創作成果做成系統級功能，使其無法存續。

## 外部連結
- Apple：Sherlock